# Platybrachys fenestrata
Platybrachys fenestrata är en insektsart som beskrevs av Jacobi 1928. Platybrachys fenestrata ingår i släktet Platybrachys och familjen Eurybrachidae. Inga underarter finns listade i Catalogue of Life.